# Mega Man Maverick Hunter X
Mega Man Maverick Hunter X, conocido como Irregular Hunter X (イレギュラーハンターX Iregyurā Hantā Ekkusu?) en Japón, es un videojuego desarrollado por Capcom y lanzado exclusivamente para la consola portátil PlayStation Portable. Es un remake del primer juego de la serie Mega Man X, publicado originalmente para Super Nintendo en 1993. 

## Algunos cambios
- Las partes de armadura son cambiadas de sitio para reflejar esta entrega del original.
- En la Fortaleza, Vile se enfrenta al final de los 8 jefes revividos por sigma en vez de al principio.

- También en la Fortaleza, los primeros 3 niveles fueron totalmente reestructurados, haciendo más difícil pasar algunos sectores de dichos niveles. Los otros niveles solo sufrieron cambios menores.

- Es posible rejugar el nivel de Autopista.

## Historia
La historia del juego es casi igual a la de la primera versión, con algunos cambios y algún personaje nuevo integrado en la historia. "X" viaja a la Central Highway a detener los ataques Maverick hasta que se encuentra con Vile, y tiene un enfrentamiento con él, hasta lograr atacar la Armor Carrier de Vile, este Maverick lo atrapa y tiene intenciones de destruirlo hasta que aparece Zero a salvarlo. Vile logra escapar y luego Zero conversa con hunter X. Primero X pregunta que está pasando con Vile y Zero le explica todo acerca de los ataques, de Sigma, y de los Mavericks.

## Modo de juego
Los gráficos del juego son ahora en 3-D pero manteniendo el modo de juego como en la primera versión, en 2-D, los escenarios y los personajes son hechos totalmente en 3D pero el modo de jugar es en 2D.
Cada nivel sufrió algunas modificaciones pero están hechos igualmente como en la primera versión. Al inicio del juego uno puede jugar con "X", pero al terminar el juego con este personaje, el jugador después ya puede jugar con Vile, solo que Vile al derrotar a un Maverick, recibirá nuevas partes y nuevas armas que mejoran sus ataques como Maverick.
"X", como en todos los juegos, al derrotar a un Maverick recibirá sus armas para usarlas como punto débil en los demás Mavericks y derrotarlos, incluyendo a Vile, que es considerado un Maverick de los más fuertes.

## The Day of Σ
El juego viene cargado con una especie de película de anime realizada por el estudio XEBEC que también realizó escenas de anime para otros juegos de la saga "X".
Esta película incluida en el juego de Mega Man Maverick Hunter X narra la historia de Mega Man X llamado "The Day of Σ", que sirvió de precuela para esta entrega y el original "Mega Man X". Para poder ver la película uno tiene que terminar el juego.
- Datos: Q2746582